# Une sale petite guerre
Pour plus de détails, voir Fiche technique et Distribution.
Une sale petite guerre (No habrá más penas ni olvido) est un film argentin réalisé par Héctor Olivera, sorti en 1983. Le film remporte le Grand prix du jury et prix FIPRESCI à la Berlinale 1984.

## Fiche technique
- Titre original : No habrá más penas ni olvido
- Titre français : Une sale petite guerre
- Réalisation : Héctor Olivera
- Scénario : Héctor Olivera et Roberto Cossa d'après le livre d'Osvaldo Soriano
- Photographie : Leonardo Rodríguez Solís
- Musique : Óscar Cardozo Ocampo
- Pays d'origine : Argentine
- Genre : comédie dramatique
- Date de sortie : 1983

## Distribution
- Federico Luppi : Ignacio Fuentes
- Víctor Laplace : Reinaldo
- Héctor Bidonde : Suprino
- Rodolfo Ranni : Llanos
- Miguel Ángel Solá : Juan
- Julio De Grazia : Garcia
- Lautaro Murúa : Guglielmini